# Ripiphoridae
Famille
Synonymes
- Rhipiphoridae Gemminger & Harold, 1870[1]
- Rhipiphoridae Laporte de Castelnau, 1840[2]

Les Ripiphoridae sont une famille d'insectes coléoptères, appartenant à la super-famille des Tenebrionoidea.

## Caractéristiques

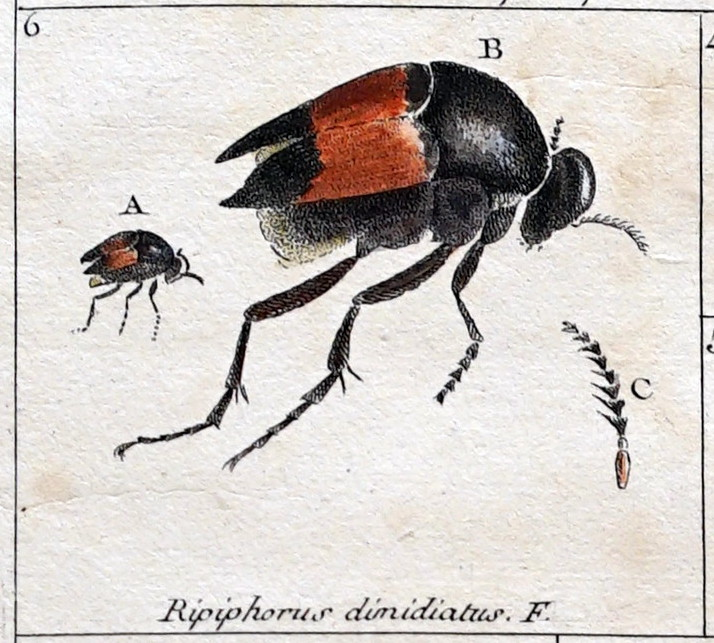
Planche entomologique représentant une espèce de Ripiphorus par Ernest Coquebert de Montbret An VII.

Ces coléoptères sont reconnaissables à leur forme cunéiforme (wedge-shaped beetles en anglais).

## Taxons inférieurs

### Liste des tribus et sous-familles
Selon BioLib (24 août 2020) et ITIS (24 août 2020) :
- sous-famille Hemirhipidiinae Heller, 1921
- sous-famille Pelecotominae Seidlitz, 1875
- sous-famille Ptilophorinae Gerstaecker, 1855
- sous-famille Ripidiinae Gerstaecker, 1855
  - tribu Eorhipidiini Iablokoff-Khnzorian, 1986
  - tribu Ripidiini Gerstaecker, 1855
- sous-famille Ripiphorinae Gemminger & Harold, 1870
  - tribu Macrosiagonini Heyden, 1908
  - tribu Ripiphorini Gemminger & Harold, 1870

### Liste des genres
Selon BioLib (24 août 2020) :
- genre Blattivorus Chobaut, 1891
- genre Clinopalpus Batelka, 2009
- genre Clinops Gerstaecker, 1855
- genre Eorhipidius Iablokoff-Khnzorian, 1986
- genre Euctenia Gerstaecker, 1855
- genre Heteromeroxylon Pic, 1939
- genre Ivierhipidius Barclay, 2015
- genre Macrosiagon Hentz, 1830
- genre Metoecus Dejean, 1834
- genre Micropelecotoides Pic, 1910
- genre Neonephrites Riek, 1955
- genre Neorrhipidius Viana, 1958
- genre Nephrites Shuckard, 1838
- genre Paranephrites Riek, 1955
- genre Pelecotoma Fischer von Waldheim, 1809
- genre Pterydrias Reitter, 1895
- genre Ptilophorus Dejean, 1834
- genre Rhipidioides Riek, 1955
- genre Rhizostylops Silvestri, 1906
- genre Riekella Selander, 1957
- genre Ripidius Thunberg, 1806
- genre Ripiphorus Bosc d'Antic, 1792
- genre Sitarida White, 1846
- genre Trigonodera Dejean, 1834

Selon Catalogue of Life (24 août 2020) :
- genre Macrosiagon
- genre Pelecotoma
- genre Ptilophorus
- genre Ripidius
- genre Ripiphorus
- genre Trigonodera